# موتوهیکو ناکاجیما
موتوهیکو ناکاجیما (انگلیسی: Motohiko Nakajima؛ زادهٔ ۱۸ آوریل ۱۹۹۹) بازیکن فوتبال اهل ژاپن است.
از باشگاه‌هایی که در آن بازی کرده‌است می‌توان به باشگاه فوتبال سرزو اوساکا اشاره کرد.